# LII Congreso Eucarístico Internacional
El LII Congreso Eucarístico Internacional 2021 fue el congreso eucarístico que tuvo lugar en Budapest, Hungría desde el 5 al 12 de Septiembre del 2021, durante el pontificado de Francisco, Estaba previsto que se desarrolle en el 2020, pero se tuvo que postergar para el 2021 debido al parón provocado por la Pandemia por COVID-19, y es la segunda vez que se celebra en dicho pais tras el XXXIV Congreso Eucarístico Internacional de 1938, antes del comienzo de la Segunda Guerra Mundial y tras el desarrollado en Cebú Filipinas de 2016. Un Congreso Eucarístico Internacional es una asamblea de la Iglesia católica que, convocada por el papa, se reúne durante unos días en una ciudad determinada por la Santa Sede, para dar culto a la Eucaristía y orientar la misión de la Iglesia Católica en el mundo. Reúne a obispos, sacerdotes, religiosos y fieles laicos presididos por el mismo papa o por un delegado nombrado ad hoc.

## Antecedentes
La capital húngara fue elegida por el papa Francisco en el año 2016, durante la clausura del LI Congreso Eucaristico Internacional llevada a cabo en Cebú, Filipinas.
El comienzo fue marcado por la visita que hiciera el entonces ayudante del Santo Padre, Piero Marini, presidente del Comité Pontificio para los Congresos Eucarísticos Internacionales por 4 días, es el comienzo del mismo, se tomo 4 años en llevar a cabo las preparaciones, incluyendo la formacion de un comite teológico, preparaciones para los temas que se llevarían a cabo en el desarrollo del Congreso Eucarístico, conforme se llevaba a cabo el evento.
La Secretaría General del Congreso Eucarístico fue formado y el Cardenal Péter Erdő fue nombrado secretario en jefe del Congreso, con los acompañamientos del sacerdote Kornél Fábry
Sin embargo al correr de los preparativos para que se desarrolle el evento, se tomaron recaudos en formar un cuartel general en Vörösmarty Street, 8 subcomites se formaron entre ellos, los de finanzas, artes, teología, medios de comunicación y comité organizador.
Lastimosamente el evento se debió llevarse a cabo en Septiembre del 2020, y fue aplazado para el 2021, debido a la Pandemia por COVID-19

## Objetivos del Congreso
La preparación al Congreso Eucarístico Internacional de 2020 y su celebración ofrecen a los católicos y a cuantos les son cercanos por herencia cultural y por amistad, la extraordinaria oportunidad de presentarse juntos ante la sociedad para dar un testimonio abierto de la propia fe. El hombre contemporáneo, de hecho, como dijera San Pablo VI, «escucha más a los testigos que a los maestros, o si escucha a los maestros lo hace porque son testigos»1.
El Congreso Eucarístico Internacional se convierte así para los católicos en la ocasión de reforzar la fe y compartir esperanza, vida y gozo con cuantos recorren el mismo camino a partir de la fuente eucarística de Cristo Resucitado.
A través de la participación en la Eucaristía viene confirmada la fe de los creyentes, reconstruida la identidad cristiana, profundizada la comunión con Cristo y con los hermanos. Así los cristianos, dentro de una sociedad dominada por la dictadura del relativismo, pueden dar testimonio de la Verdad ante el mundo con la cabeza alta, con valerosa serenidad, con caridad y mansedumbre según el ejemplo de Cristo.
El Congreso eucarístico internacional, además, es la ocasión para consolidar el diálogo entre los cristianos, en la certeza de que son más las cosas que nos unen que las que nos separan. Bajo la guía del Espíritu Santo somos conducidos a escuchar, comprender y resolver las cuestiones abiertas para buscar, en la verdad, las sendas del futuro. Solo el testimonio conjunto de los creyentes puede ofrecer a los no creyentes la Buena Noticia de la salvación.
A las personas de toda clase y condición social que buscan a Dios, el Congreso les ofrece el kerigma, el anuncio evangélico inicial: Dios, fuente de toda vida, ama a cada una de sus criaturas incondicionalmente. Por ello nos envió a su Hijo Jesús, hecho hombre en el seno de la Virgen María. Con sus palabras y con su mensaje, con su Pascua de muerte y resurrección canceló nuestro pecado, y por obra del Espíritu Santo vive para siempre en su Iglesia. Quien decide libremente dar la espalda al mal y, mediante el bautismo, acepta a Cristo como Salvador, entra en la gran familia de los redimidos y construye la comunidad de los hijos de Dios.